# Bloom (personnage)
Pour les articles homonymes, voir Bloom.
Bloom, interprétée par Letizia Ciampa (Carole Baillien dans la VF), est un personnage de fiction et l'un des protagonistes de la série télévisée italo-américaine Winx Club créé par Iginio Straffi. Elle est la Fée de la Flamme du Dragon. Elle est la fille biologique du Roi Oritel et de la Reine Marion, la fille adoptive de Mike et Vanessa, la sœur cadette de la Nymphe, Daphné et la fiancée du prince Sky, la deuxième princesse de Domino et sa Fée Gardienne. Elle est l'un des membres fondateurs du Winx Club, où elle est reconnue comme la meneuse du groupe et c'est aussi une élève du collège Alféa.

## Création
L'histoire de la création du personnage trouve ses racines dans le passé d'Iginio Straffi, réalisateur du dessin animé. Le physique du personnage est inspiré de la chanteuse américaine Britney Spears,. La personnalité et le caractère de Bloom sont basés sur les traits de Joan Lee, la femme du réalisateur, qui la décrit comme une femme généreuse, positive, pleine d'énergie et déterminée. Straffi déclare qu'il admire à la fois la force, la détermination et l'esprit vif de son personnage. 
L'histoire du personnage est inspirée par celle d'une fille qui placée en famille d'accueil et son souhait de retrouver ses parents que Straffi a connue à l'université. Cette intrigue est la base de l'histoire des trois premières saisons du Winx Club, ainsi que du film d'animation Winx Club : Le Secret du royaume perdu. 

## Voix-off
La voix italienne originale de Bloom est enregistrée par l'actrice italienne Letizia Ciampa, qui double le personnage d'Hermione Granger dans Harry Potter et Alice dans Alice au pays des merveilles de Tim Burton. Selon l'actrice, elle considère le rôle de Bloom comme l'un des plus importants à la télévision, avec le doublage du personnage de Miranda dans la série télévisée Lizzie McGuire.

## Généralités
Bloom naît un 10 décembre et grandit dans la ville de Gardenia, sur la planète Terre, ignorant jusqu'à sa rencontre avec Stella, son identité. Elle est la fée de la flamme du dragon, la source d'énergie avec laquelle le Grand Dragon mystique créé l'univers,. Elle commence à étudier à Alféa, l'école des fées et Bloom découvre qu'elle est la dernière princesse de la planète, Domino, un royaume perdu qu'elle ramène à la vie en devenant la fée gardienne de la planète.

## Biographie

### Saison 1
Bloom est une jeune fille de seize ans qui vit à Gardenia avec son père Mike, pompier, sa mère Vanessa, fleuriste, et son lapin Kiko. Depuis petite, elle rêve d’être une fée jusqu’au jour où sa vie bascule lorsqu'elle fait la rencontre d'une fée, Stella, 
dans un parc de la ville de Gardenia pour échapper aux griffes d'un ogre. Elle essaie d'aider la jeune fée et libère un pouvoir magique dont elle n'avait pas conscience. Grâce à Stella, Bloom apprend qu'elle est également une fée. Stella lui propose de s'inscrire dans l'école pour fées d'Alfea, à Magix. Après avoir obtenu l'autorisation de ses parents, elle s'installe à Alfea, dans la dimension magique, où elle rencontre Flora, Tecna et Musa. Le groupe se fait appeler les Winx. Les cinq fées se retrouvent face aux dangereuses Trix, un trio de sorcières qui sont des élèves de l'école Tour Nuage. Bloom commence également à établir une relation avec Brandon, un spécialiste de l'école Fontaine Rouge.
Avec le temps, Bloom, réussi à se transformer et acquiert de plus en plus de contrôle sur sa magie. Elle commence à se demander pourquoi elle, une terrestre ordinaire, peut être une créature magique. Elle commence également à rêver d'une femme mystérieuse qui l'appelle ; la jeune fille se lance à la  recherche de la nymphe Daphné dans la bibliothèque d'Alfea, mais la directrice Faragonda veille à cacher la vérité. Les Trix attaquent Kiko, sans défense, pour provoquer Bloom qui, comme elles le soupçonnaient, libère le mystérieux pouvoir magique recherché depuis longtemps par les trois sorcières.
Plus tard, lors d'un week-end à Gardenia, Bloom apprend qu'elle a été adoptée ; il y a seize ans, Mike a sauvé un bébé, qui était coincé dans un immeuble en feu ; le feu n'a pas pu faire de mal à la petite fille, au contraire, il l'a protégée. Mike et Vanessa ont donc adopté cette petite fille spéciale. Bloom ressent l'envie de rencontrer ses parents biologiques. Au départ, à cause d'une ruse des Trix, la fée croit être la réincarnation des Sorcières ancestrales, mais grâce à Mirta une apprentie sorcière, elle découvre que ce n'était qu'un mensonge.
Bloom découvre également que Brandon a échangé son identité avec celle de Sky, le prince de la planète Eraklyon, et qu'il est en outre déjà le fiancé de Diaspro. La jeune femme, désemparée, abandonne Alfea et retourne à Gardenia, mais les Trix, qui veulent s'emparer du mystérieux pouvoir magique, attaquent Mike et Vanessa. Par les trois sorcières, Bloom découvre qu'elle est la dernière princesse d'un royaume appelé Domino, rasé par la fureur des Sorcières ancestrales seize ans plus tôt et qu'elle est la dernière gardienne de la Flamme du Dragon. Daphné, la dernière des neuf nymphes de Magix résidant dans le lac de Roccaluce, est la grande sœur de Bloom. Afin de sauver sa petite sœur des griffes des Sorcières ancestrales, qui tentent de lui dérober la Flamme du Dragon, la nymphe ouvre un portail magique et envoie Bloom sur la planète Terre. Les Trix réussissent à mener à bien la mission initiée par les ancêtres, privant la jeune femme de ses pouvoirs magiques.
Les Trix, devenues invincibles, prennent possession de l'école de la Tour Nuage et invoquent la terrible armée des ténèbres, dominant ainsi le Royaume de Magix. La jeune femme ne connaît pas la vérité sur son passé et Faragonda, explique que parfois la recherche de la vérité est plus importante que la vérité elle-même. Afin de récupérer son pouvoir, Bloom, accompagnée de ses amis, se rend au royaume de Domino où elle rencontre la nymphe Daphné et reçoit sa couronne,. Sur le chemin du retour à Alfea, la jeune fille parle avec Sky, qui l'informe qu'il a rompu avec Diaspro. Accompagnée de Stella, Sky, Brandon et Knut, qui est passé de leur côté, Bloom s'infiltre alors à la Tour Nuage pour reprendre ce qui lui appartient, mais la Flamme du Dragon est bien gardée par les Trix. Finalement, la princesse rejoint les profondeurs de Roccaluce, appelée par Daphné, qui lui montre, à travers une vision, que les pouvoirs magiques, ainsi que les souvenirs d'enfance, ne peuvent lui être enlevés, car ils lui appartiennent inséparablement et elle seule est capable de les contrôler. La jeune fée, ayant repris confiance en elle, est prête à affronter les trois sorcières. Après une grande bataille impliquant tout le Royaume de Magix, Bloom, grâce au soutien de ses meilleurs amis, parvient à vaincre les Trix et à rétablir la paix dans la Dimension magique.

## Critiques et influences culturelles
Le personnage de Bloom est jugé par les chercheurs qui étudient les stéréotypes dans les dessins animés, les philologues et les sociologues. Elke Schlote, professeur d'études des médias à l'université de Bâle, décrit Bloom comme un chef de groupe typique à la peau claire et aux cheveux roux brillants, dans lequel d'autres personnages sont rabaissés. Le professeur italien de sémiologie Giovanna Cosenza soutient également cette idée, en notant que sur l'affiche du film d'animation Le secret du royaume perdu, Bloom est au premier plan. Cosenza note également la féminité marquée du personnage, exprimée dans ses vêtements et ses ornements d'ailes.